# Gustav Jacob Adt

Gustav Jacob Adt, 1911

Gustav Jacob Adt (* 1. Juli 1860 in Ensheim; † 19. August 1922 in Arnstein) war ein deutscher Fabrikant (Pappmachédynastie Adt) und Landtagsabgeordneter.
Gustav Jacob Adts Eltern waren der Fabrikant Johann-Baptist Adt  (* 16. Mai 1825 in Ensheim; † 15. Februar 1913) und dessen Frau Maria Schwarz (* 13. Oktober 1833). Er besuchte das Lyzeum und das Realgymnasium in Trier und studierte in Straßburg, Trier, Zürich und München Chemie, wurde 1884 Reserveoffizier und trat 1885 in die väterliche Firma ein. 1902 wurde er Generaldirektor der Firma „Gebrüder Adt“. Die Firma beschäftigte 1914 3.300 Arbeiter.
Im Jahr 1908 wurde er Mitglied der Handelskammer Metz. Ab 1912 war er im Vorstand des Zentralverbands der deutschen Industrie tätig und vertrat dort das Saarland und Lothringen, sowie Vorsitzender des Vereins zur Wahrung der gemeinsamen Interessen der ostlothringischen Industrie.
1886 gehörte er gemeinsam mit seinem Vater und acht weiteren Personen zu den Gründern der Bank von Forbach.
Seit 1888 gehörte er dem Landesausschuss des Reichslandes Elsaß-Lothringen an. 1904 wurde er zum Kommerzienrat ernannt. Ab 1911 war er Mitglied der ersten Kammer des Landtags des Reichslandes Elsaß-Lothringen.
Er war verheiratet mit einer Gräfin von Zeppelin-Aschhausen und hatte vier Kinder.
Nach dem verlorenen Ersten Weltkrieg wurden die deutschen Adts enteignet und des Landes verwiesen. Sämtliche Gesellschaften fielen an den Staat.